# 白色恐怖綠島紀念園區
白色恐怖綠島紀念園區是臺灣白色恐怖時期關押政治犯的監獄，在民主化之後被保留下來並改建為展覽空間，隸屬文化部國家人權博物館。園區位於綠島監獄旁，曾經許多著名的政治受難者皆在此被拘禁過。園區包含景觀保護區（海岸、燕子洞）、地質保護區（新生訓導處隘口鬼門關）、保護區（新生訓導處公墓、流麻溝）、公園用地（人權紀念碑）和機關用地（綠洲山莊、新生訓導處、綠島技能訓練所）。

## 歷史
1951年，台灣省警備總司令部在綠島成立「新生訓導處」，監管、改造思想或政治上有問題的犯人 。1970年2月8日泰源事件後，當局在綠島新生訓導處舊址西側興建國防部綠島感訓監獄，稱「綠洲山莊」，復於1972年將泰源監獄和各地軍事監獄的政治犯集中送到綠島監禁。
1997年，當時的立法委員施明德等16人向行政院提案，要求將綠洲山莊改為史蹟館或紀念館。1999年3月29日，行政院核定將綠洲山莊規劃成立史蹟館或紀念館。2000年11月，綠島綠洲山莊由法務部移交交通部觀光局接辦，2001年2月23日行政院核定名稱改為「綠島人權紀念園區」，範圍從綠洲山莊擴充至莊敬營區、國防部醫務所、行政院海岸巡防署岸巡及安檢兵力駐用廳舍、人權紀念碑、公館漁港及週邊海岸地區。
區內犯人蠟像姿態，是根據當時政治犯歐陽劍華所繪的人體素描所製作。
2002年12月10日國際人權日，綠島人權紀念園區正式啟用。2006年1月1日，綠島人權紀念園區由交通部觀光局東部海岸國家風景區管理處移交行政院文化建設委員會。2007年並更名為「綠島文化園區」。2009年6月與景美文化園區同時第三次更名為「綠島人權文化園區」。2014年1月27日，依《文化資產保存法》公告登錄為文化景觀類文化資產。2018年5月17日，國家人權博物館舉行「白色恐怖綠島紀念園區」揭牌儀式。

## 園區內部
園區共分為三個區域，分別為不同時期所興建的建築，包括1950年代最早興建的新生訓導處、1970年代擴建的綠洲山莊以及解嚴後所設置的人權紀念碑空間。

### 新生訓導處
在進入兩側設有監視碉堡與傳令室嚴密監控的「新生之家」大門後，就是當時島上的監獄內部。新生之家，意味著「新生」到此開始進行思想改造後，將如獲新生，並在刑期屆滿考核通過後自另一個出入口 「革命之門」走出。1950～1960年代，臺灣約有一千多名政治犯被移送到此處，當時由12個男性囚犯所組成一個中隊（每個中隊約有數十位成員）；其中有些人被監禁，也有些人則是被外放並在監視下從事「劳动改造」，但大都居住於數間木房搭建而成的牢舍內。
「新生訓導處」有關當局曾驅使其男性囚犯至附近海岸搬運石塊回單位所在地，建築圍牆與簡易屋舍，其獄友也因此曾自我謔稱「自己蓋自己的監獄」；此後，當局亦曾驅使其囚犯從事農耕及食品加工活動，以達自給自足之目標。當時，新生訓導處大多犯人持續維持不主動探詢他人罪刑內容的默契。
現今新生訓導處內設有全區模型館，並保留了當年政治受難者的牢房以及福利社、開放式廚灶等空間，並有配有專業的解說和體驗教程。

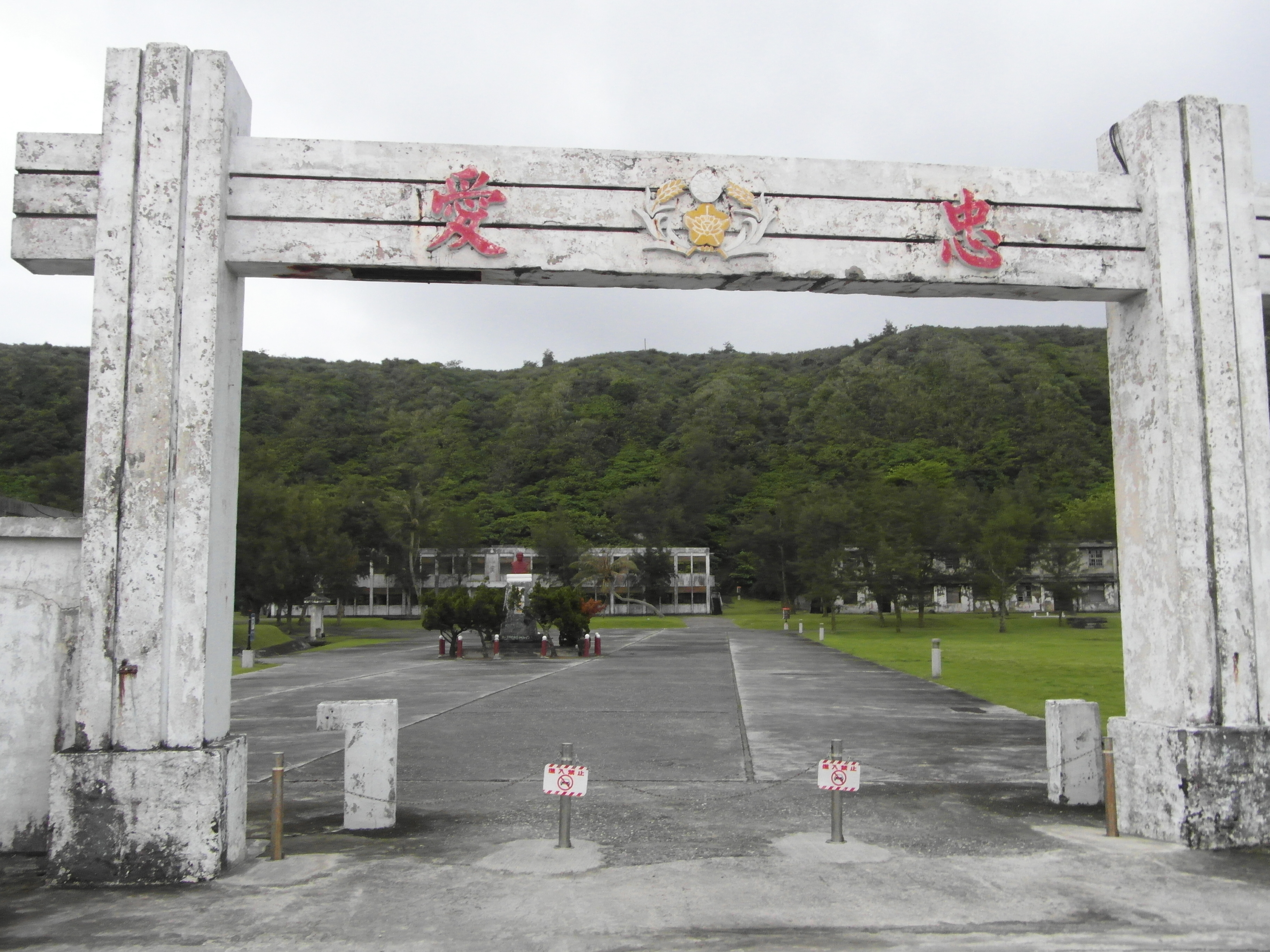
新生訓導處的入口－「新生之門」
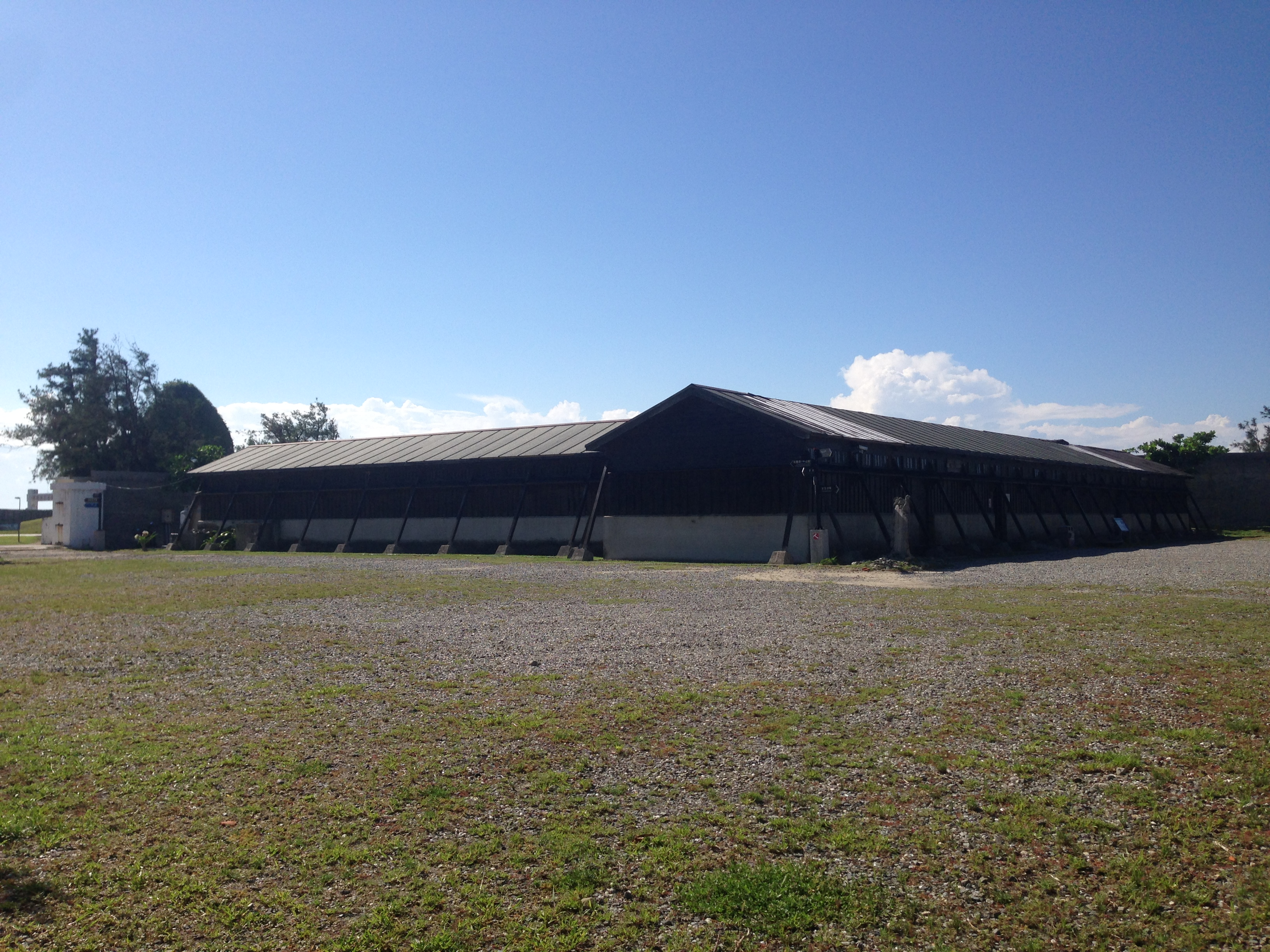
第三大隊展示館
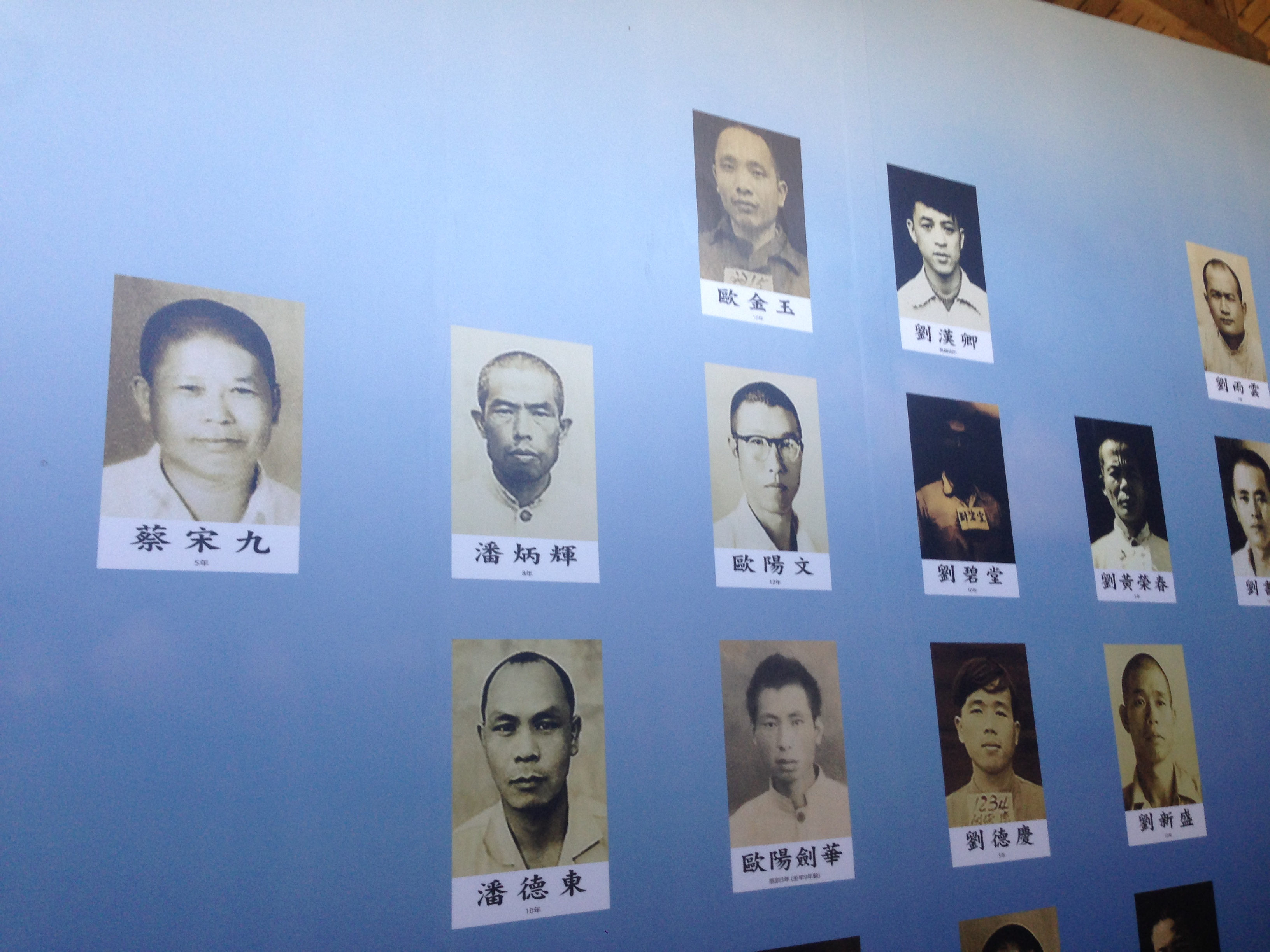
展示館內部的受難者名單

### 綠洲山莊
至1970年代，新生訓導處空間逐漸容不下日益增加的政治犯，因此當局在北側擴建了國防部綠島感訓監獄，別稱綠洲山莊。綠洲山莊的主體建築為呈十字狀的監獄，形狀看似八卦陣，因此又稱作八卦樓。1970～1980年代的政治受難者大都關押於此處，牢房內密不通風，且西曬嚴重，平均一間牢房約有10人左右，僅有一處無遮蔽的蹲式馬桶。
除了八卦樓之外，此區還有會客室、放風區、獨居房和戒護中心。政治受難者們每天只有上、下午個半小時的放風時間，可以暫時離開狹小的牢房到放封區內自由活動。而身分較特殊的受難者，則會被關到獨居房內禁止與其他犯人接觸。

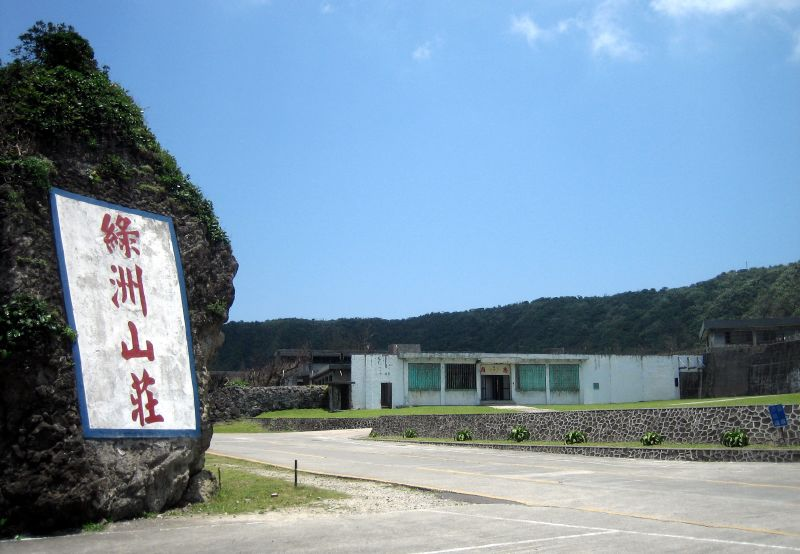
綠洲山莊入口
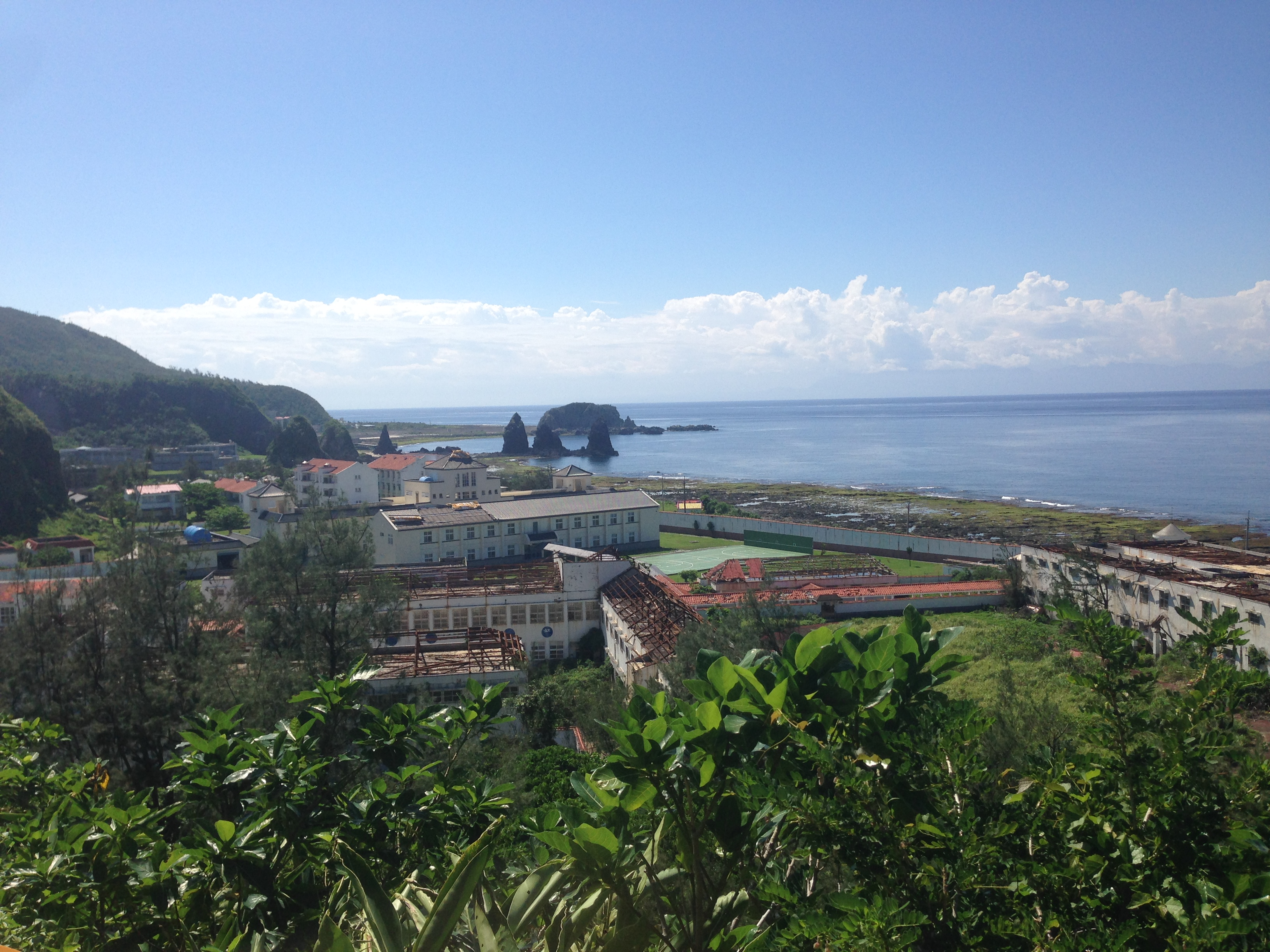
自高處俯瞰八卦樓
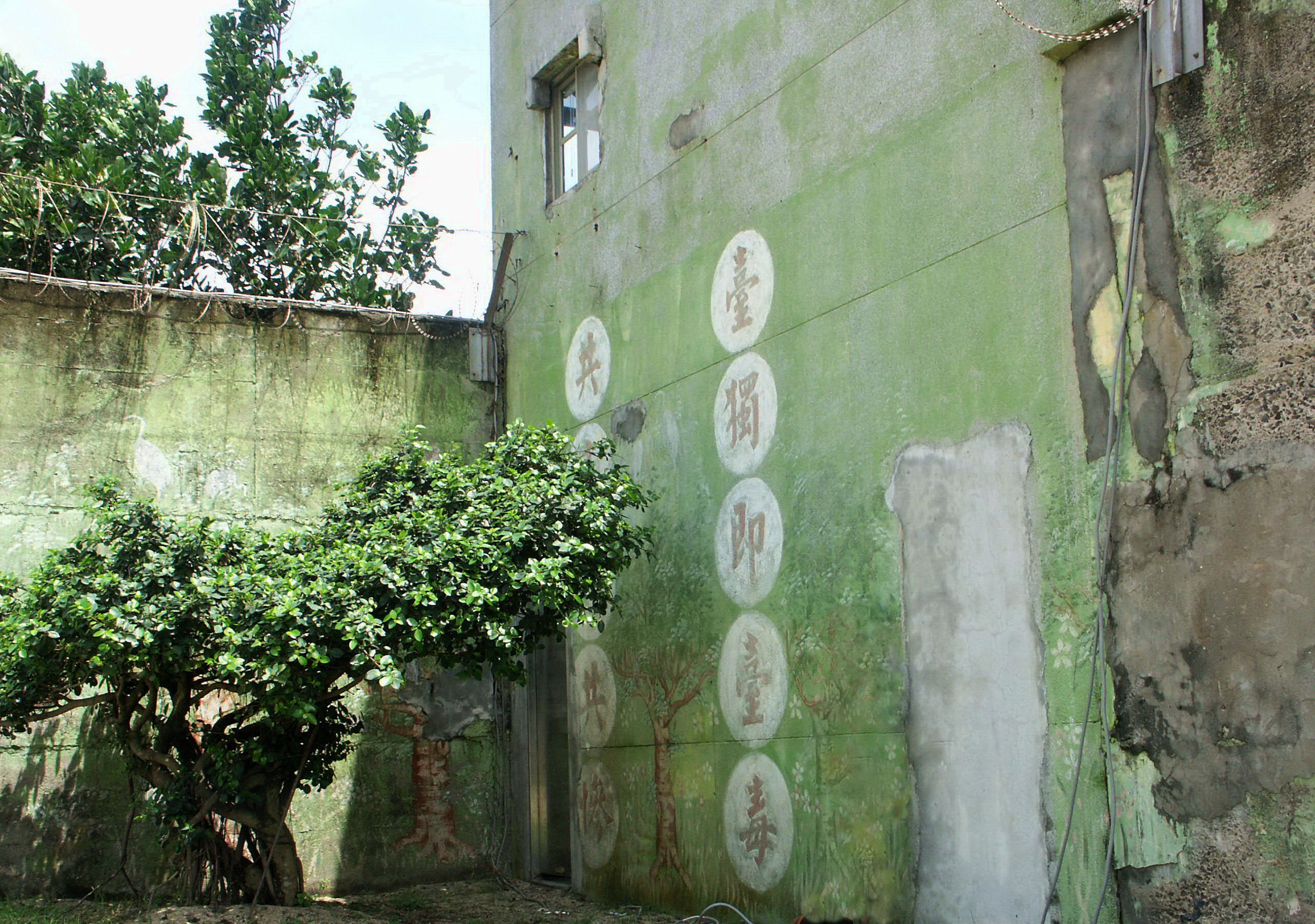
監獄內的政治標語〈臺獨即臺毒，共產即共慘〉

### 人權紀念碑
1987年解嚴之後，綠島便不再關押政治犯。1999年的國際人權日，時任總統李登輝親自蒞訪見證人權紀念碑的落成，象徵著臺灣轉型正義的推動。在綠洲山莊外不遠處的紀念碑空間，石牆上刻有白色恐怖時期政治受難者的名錄，向所有為爭取民主、人权而犧牲的受害者致上最高的歉意與敬意。

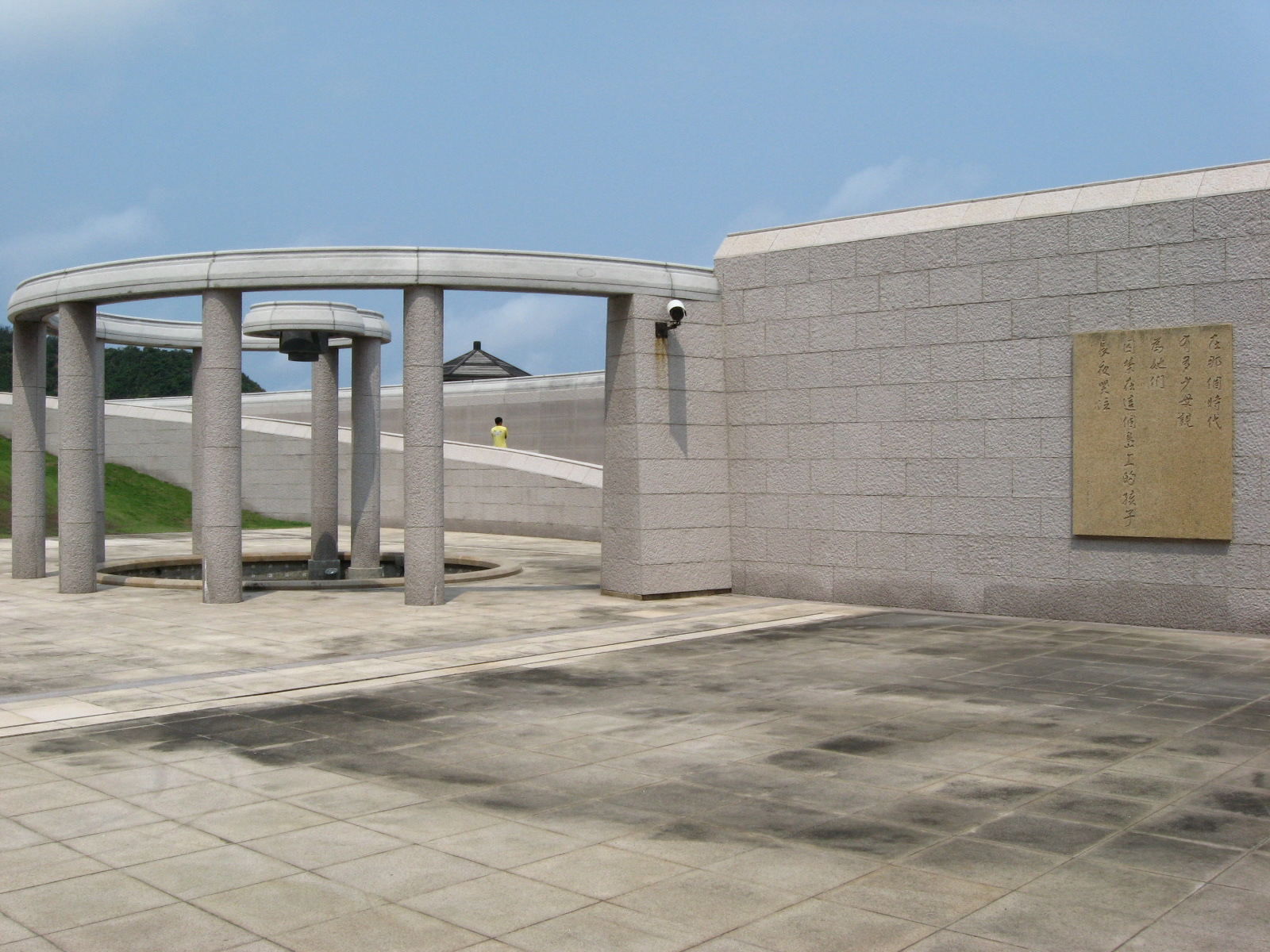
人權紀念碑空間
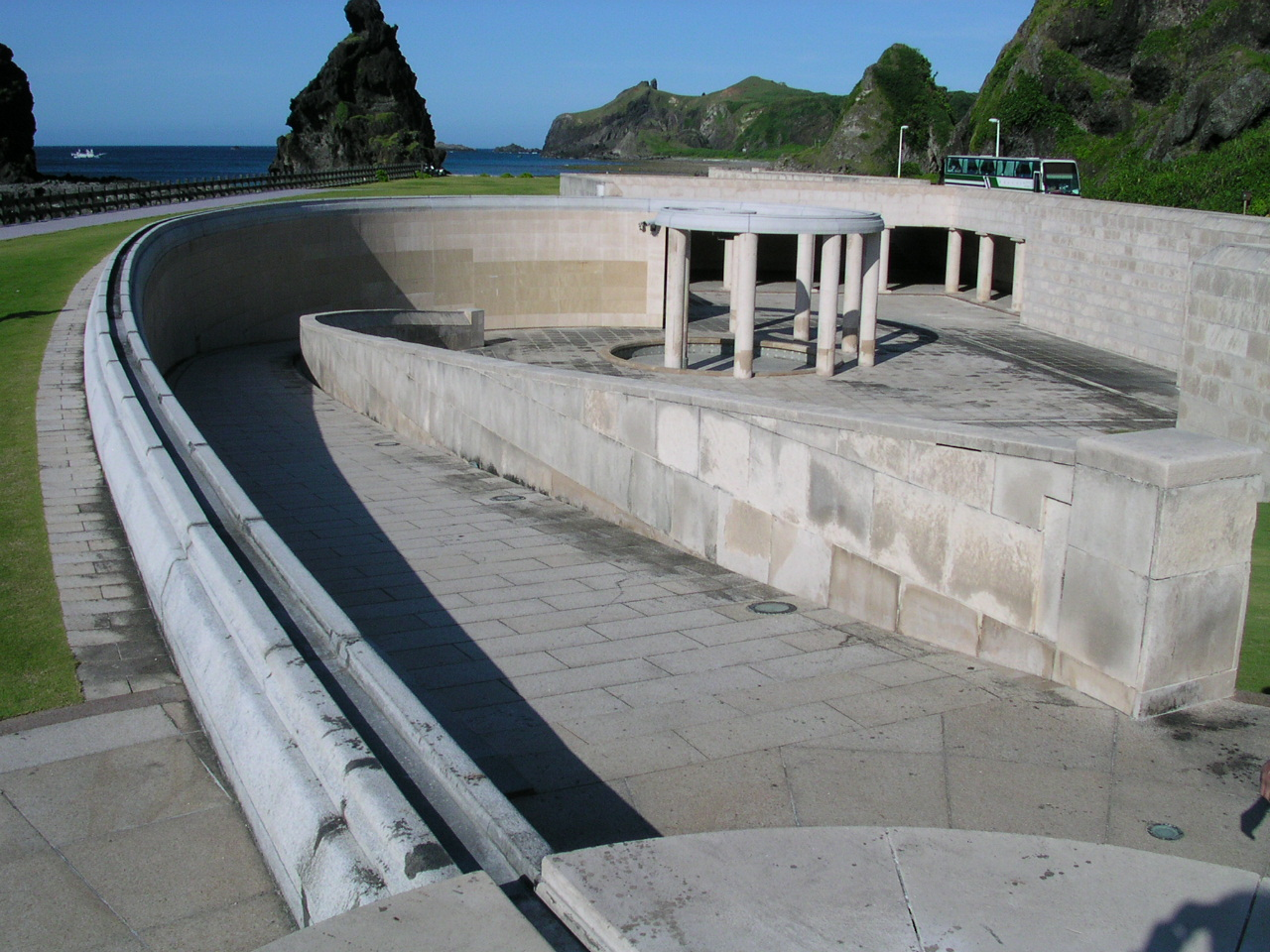
俯瞰人權紀念碑處
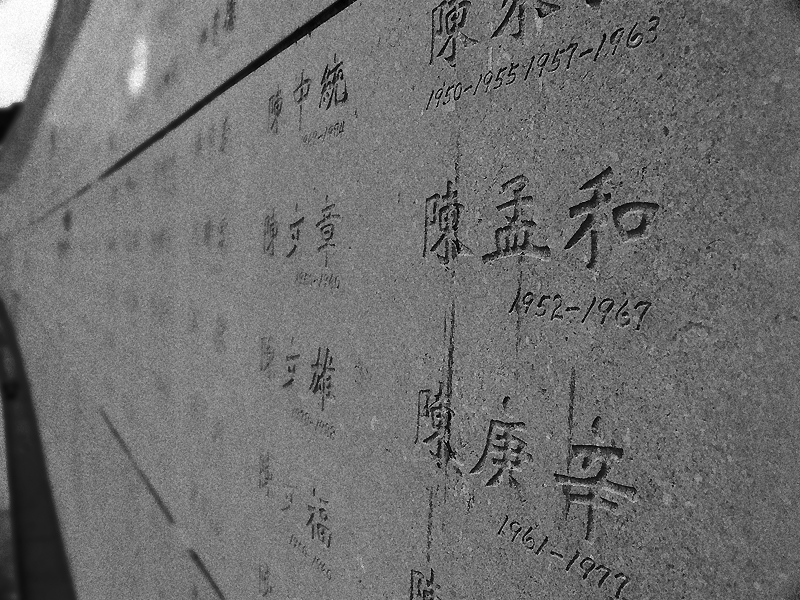
刻滿白色恐怖時期受難者名單的紀念碑石牆

## 園區外部

### 十三中隊公墓
在新生訓導處與燕子洞之間的面海的山坡角下有一處墓地，名為十三中隊公墓。此處埋葬著關押期間不幸病歿的政治受難者或駐島軍官，由於當時新生訓導處僅有12個中隊，因此這裡便被稱作「十三中隊公墓」。曾被豎立於流麻溝旁的「周文彬紀念碑」及「孫連崑紀念碑」亦於2011年遷至該地。

### 腳註
1. ↑  . 國家人權博物館.   [2013-12-01]. （原始内容存档于2013-12-03） （中文（臺灣））.
2. ↑  . 「2009綠島．和平．對話」.   [2013-03-26]. （原始内容存档于2016-12-30） （中文（臺灣））.
3. ↑  . 自由時報. 2001-02-09  [2013-03-26]. （原始内容存档于2008-06-10） （中文（臺灣））.
4. ↑  謝文華. . 《自由時報》. 2011-10-02  [2015-08-14]. （原始内容存档于2016-03-05） （中文（臺灣））.
5. ↑  . 大紀元時報. 2006-01-01  [2013-03-26]. （原始内容存档于2016-03-04）.
6. ↑  . 中央社訊息服務. 2010-03-20  [2013-03-26]. （原始内容存档于2017-08-12） （中文（臺灣））.
7. ↑  Uncle Sam. . 2011 綠島 ˙ 和平 ˙ 對話. 2011-05-31  [2016-12-29]. （原始内容存档于2020-11-16）.
8. 1 2  魁亨科技, iifun,. . ndweb.iis.sinica.edu.tw.   [2016-12-29]. （原始内容存档于2021-01-26）.
9. ↑  . 2011 綠島 ˙ 和平 ˙ 對話. 2017-12-27  [2018-01-10]. （原始内容存档于2019-05-06） （中文（臺灣））.
10. ↑  . BBC中文網. 1999-12-10  [2022-07-30]. （原始内容存档于2022-07-30）.
11. ↑  陳彥斌.  (PDF). 曙光. 2011, (38)  [2016-12-29]. （原始内容存档 (PDF)于2020-11-16）.
12. ↑  . zh-tw.facebook.com.   [2016-12-29].
13. ↑  . m.ltn.com.tw.   [2016-12-29]. （原始内容存档于2019-05-03）.

### 相關文獻
- 文化部文化資產局 - 綠島人權文化園區 （页面存档备份，存于）
- 【受難故事】 （页面存档备份，存于）, 白色恐怖受難者故事, 綠島人權文化園區
- 新生訓導處公墓(13中隊)清查案 by nhrm - issuu （页面存档备份，存于）

## 外部連結
- 白色恐怖綠島紀念園區的Facebook專頁
- 國家人權博物館籌備處 - 綠島人權文化園區 （页面存档备份，存于）
- 不義遺址資料庫－綠島感訓監獄（綠洲山莊） （页面存档备份，存于）